# Восставшие из мёртвых
«Восставшие из мёртвых», «Немёртвые», «Дождь живых мертвецов» (англ. Undead) — низкобюджетный австралийский фильм ужасов с элементами комедии и пародии 2003 года режиссёров Майкла Спирига и Питера Спирига. При съёмках фильма было задействовано около 600 литров бутафорской крови. Бюджет фильма был сложен из денег братьев режиссёров и их друзей, в результате чего большинство сцен приходилось снимать практически с одного дубля. Все спецэффекты фильма были созданы в течение 9 месяцев на домашнем компьютере братьев Pentium III с процессором 600 MHz. Премьера фильма состоялась 23 февраля 2003 года.

## Сюжет
На маленький австралийский город обрушился метеорит, куски которого убили некоторое количество человек. Однако эти люди не умерли, а превратились в зомби. Зомби тут же отправляются на поиски живых людей с целью заполучить их плоть и съесть её. Едва избежала этой участи и местная королева красоты Рене — её спас фермер Мэрион, который к тому же вооружён дробовиком. После этого Рене убегает в дом фермера, где вскоре накапливается определённое число желающих жить людей — женатая пара, где жена на девятом месяце беременности, и два полицейских, один из которых стажёр. Компания как может отбивается от нападающих на них зомби, а в это время в небе объявляется летающий инопланетный корабль и поливает местность кислотным дождём.

## В ролях
| Актёр           | Роль   |
| --------------- | ------ |
| Фелисити Мэйсон | Рене   |
| Манго МакКэй    | Мэрион |
| Роб Дженкинс    | Уэйн   |